# Gmina Ruda-Huta
Die Gmina Ruda-Huta ist eine Landgemeinde im Powiat Chełmski der Woiwodschaft Lublin in Polen. Ihr Sitz ist das gleichnamige Dorf mit etwa 1000 Einwohnern.

## Gliederung
Zur Landgemeinde Ruda-Huta gehören folgende 15 Ortschaften mit einem Schulzenamt:
Chromówka
Dobryłów
Gdola
Gotówka
Hniszów
Jazików
Karolinów
Leśniczówka
Poczekajka
Ruda
Ruda-Huta
Ruda-Opalin
Rudka
Zarudnia
Żalin
Weitere Orte der Gemeinde sind:
Hniszów-Kolonia
Iłowa
Konotopa
Marynin
Marysin
Miłosław
Ruda-Kolonia
Rudka-Kolonia
Tarnówka
Żalin (osada leśna)
Żalin-Kolonia